# Белая рука
Белая Рука (серб. Бела Рука) — секретная сербская террористическо-националистическая организация, боровшаяся против аналогичной организации «Чёрная рука» и Австро-Венгрии. Создана в противовес организации «Черная рука» 17 мая 1912 года генералом Петаром Живковичем, участвовавшим в свержении короля Александра Обреновича в 1903 году.
С ликвидацией организации «Чёрная рука», Белая рука постепенно взяла контроль над молодым и амбициозным принцем Александром, а также над организацией «Млада Босна», боровшейся за независимость Боснии от Австро-Венгрии.
Чуть позднее, в Королевстве Югославия Петар Живкович стал советником короля, а в 1929 году организация участвовала в подавлении растущих националистических настроений (в особенности в Хорватии). В награду за это сербский король Александр I сделал Живковича премьер-министром.
Члены «Белой Руки» также подозреваются в причастности к отказу от наследника князя Георгия в пользу Александра (1909), в рассрочке Александра как регента в период правления Петра I, а также государственном перевороте 27 марта 1941 года после того как был поставлен на престол несовершеннолетний принц из династии Карагеоргиевичей Пётр II, фактически поставив Югославию в состоянии войны с нацистской Германией.
С победой коммунистов во главе с Иосипом Тито и с провозглашением Республики Югославия члены организации были либо казнены в новом режиме, либо бежали к союзникам в другие страны.